# Etheostoma maculatum
Etheostoma maculatum là một loài cá thuộc họ Percidae. Chúng là loài đặc hữu của Hoa Kỳ.

## Hình ảnh

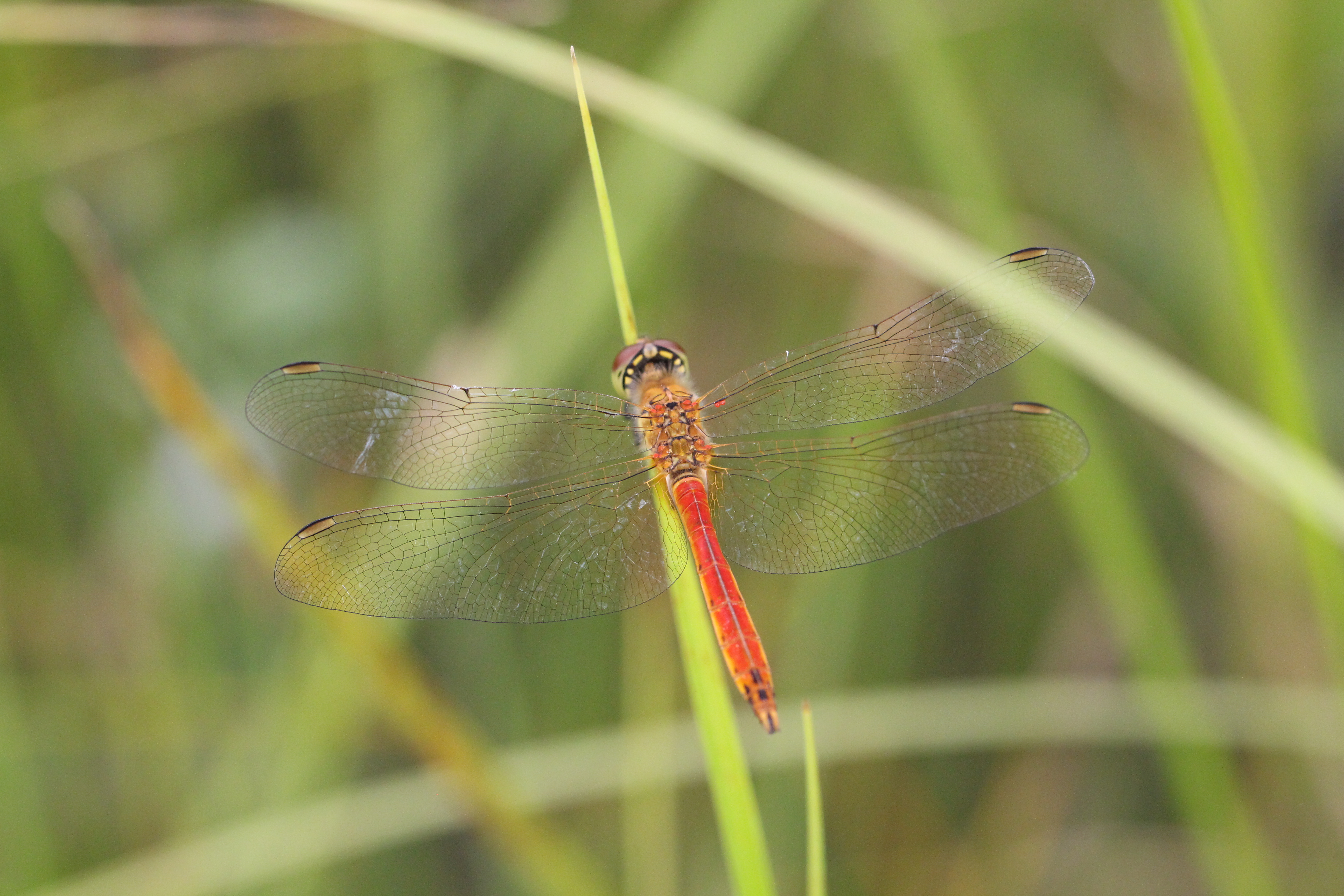